# Чертков, Евгений Александрович
Евгений Александрович Чертков (укр. Євгеній Олександрович Чертков; род. 1938) — советский и украинский спортсмен и тренер по греко-римской борьбе. Мастер спорта СССР, заслуженный тренер СССР, заслуженный тренер Украины, заслуженный работник физической культуры и спорта Украины.

## Биография
Родился 24 октября 1938 года в Запорожье. Отец ушёл на фронт Великой Отечественной войны, Евгений остался с матерью в Запорожье, пережил оккупацию города.
После окончания школы работал на заводе «Коммунар» и одновременно занимался борьбой в заводском спортклубе. Потом служил в Советской армии, при этом став призёром чемпионата Белорусской ССР. Вернувшись в Запорожье в 1960 году, начал работать тренером. За более 55 лет работы тренером-преподавателем по вольной и греко-римской борьбе в Запорожье Чертков подготовил 136 мастеров спорта СССР и Украины, 18 мастеров спорта международного класса и трёх заслуженных мастеров спорта. Пять воспитанников Е. А. Черткова получили звание «Заслуженный тренер Украины».
В числе многих его воспитанников самыми титулованными являются:
- Армен Варданян — двукратный чемпион Европы, двукратный серебряный призёр чемпионата мира, призёр олимпийских игр,
- Геннадий Ермилов — двукратный чемпион мира, чемпион Европы, двукратный чемпион СССР,
- Вугар Рагимов — двукратный чемпион Европы, чемпион Кубка Мира, заслуженный мастер спорта,
- Александр Хвощ — двукратный чемпион Европы, двукратный чемпион Украины, обладатель Кубка Украины[5],
- Валерий Волк, Пётр Ильиченко и Константин Балицкий — призёры чемпионата Европы,
- Давид Манукян — второй призёр чемпионата Европы, четвёртый на олимпийских играх в Сиднее.

Е. А. Чертков является президентом общественной организации «Запорожская областная федерация греко-римской борьбы», а также членом президиума и председателем тренерского совета Федерации греко-римской борьбы Украины.

## Награды
За свои достижения Е. А. Чертков был награждён орденами «За заслуги» (I, II и III степени), князя Ярослава Мудрого V степени; отмечен благодарностью премьер-министра Украины, областными и городскими наградами; медалями «За личный вклад в развитие города Запорожье» и «За заслуги перед Запорожским краем». Почётный гражданин Запорожской области (2014), Почётный гражданин Запорожья (2017).
Решением международной организации FILA в 2010 году был награждён Золотым орденом как выдающийся тренер современности.